# Tetanura falleni
Tetanura falleni är en tvåvingeart som beskrevs av Friedrich Georg Hendel 1923. Tetanura falleni ingår i släktet Tetanura och familjen kärrflugor.
Artens utbredningsområde är Österrike. Inga underarter finns listade i Catalogue of Life.